# Dolmen von Vagouar-Huen

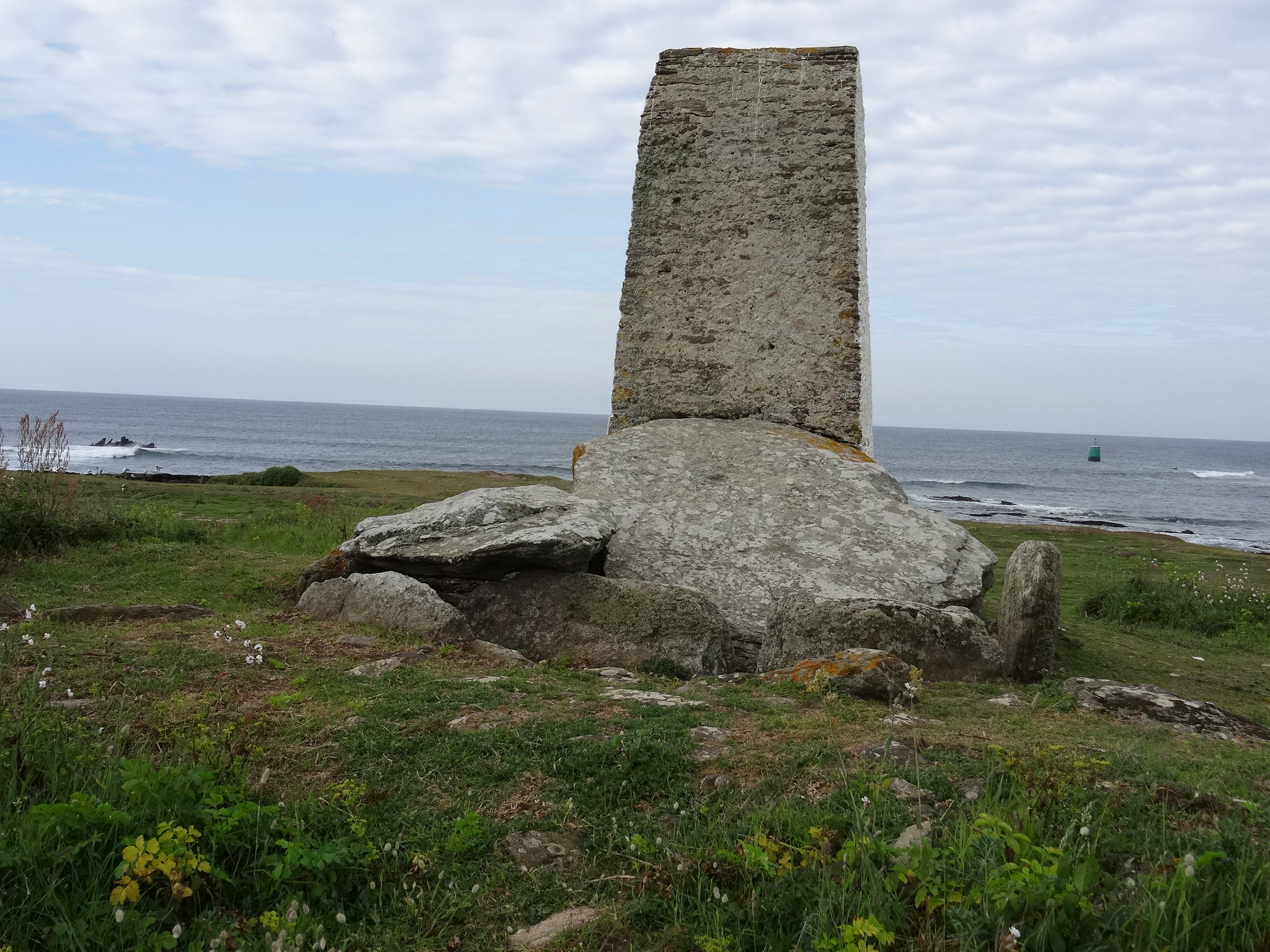
Dolmen de Vagouar-Huen

Der kleine, verkippte Dolmen von Vagouar-Huen (auch Magouer-Hen, Vieux Mur, Locmaria oder Magoer Huen genannt) liegt bei Locmaria im Südosten der Île de Groix im Département Morbihan in der Bretagne in Frankreich. Dolmen ist in Frankreich der Oberbegriff für neolithische Megalithanlagen aller Art (siehe: Französische Nomenklatur).
Die Orthostaten der Kammer sind niedrig, die Kammer ist recht groß. Erhalten sind neben einigen Tragsteinen auch zwei Deckenplatten. Ein weißer Pfeiler wurde wahrscheinlich als Seezeichen an den Dolmen gebaut.
Die Megalithanlage ist seit 1966 als Monument historique eingestuft.

Dolmen von Vagouar-Huen
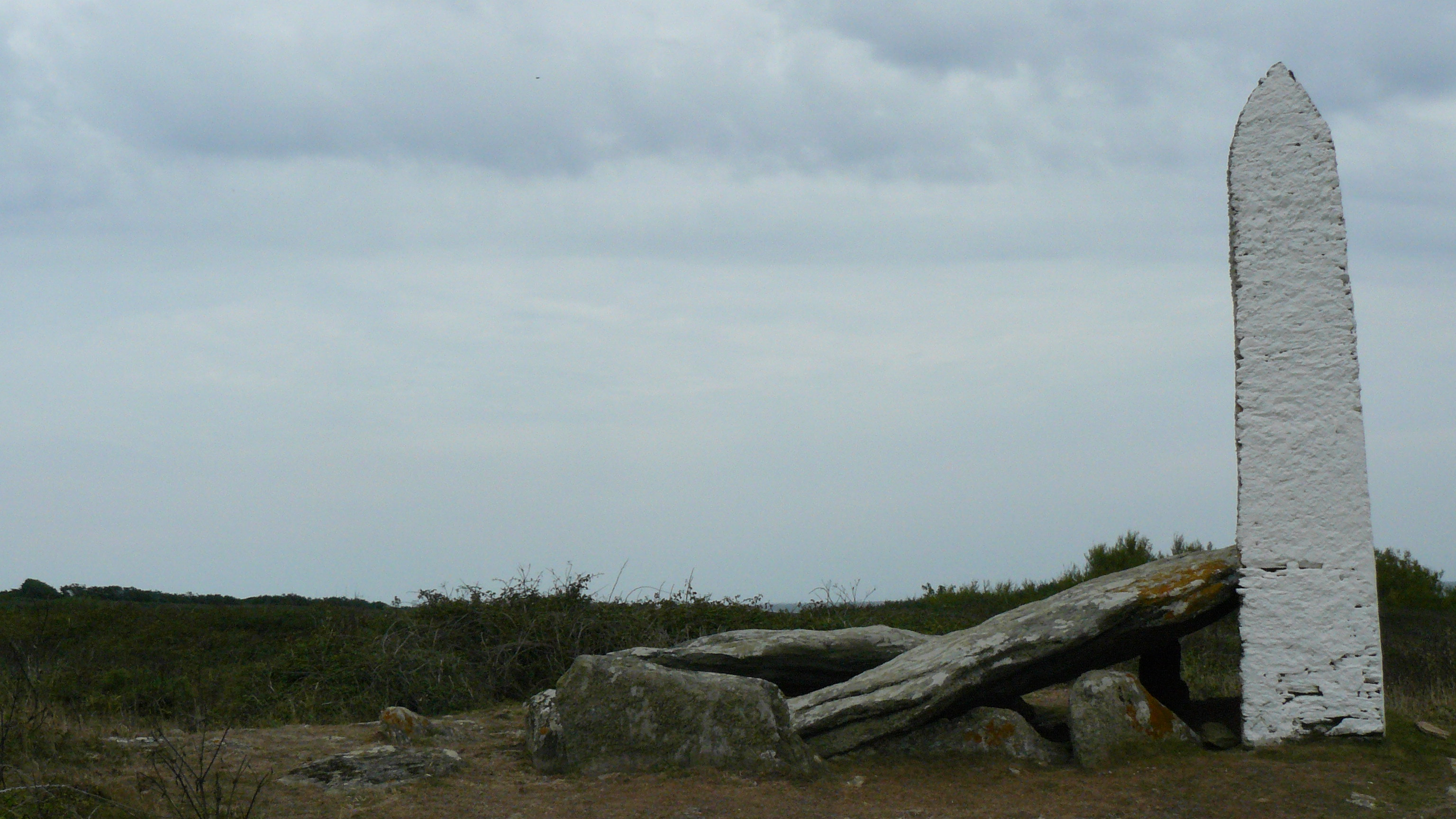
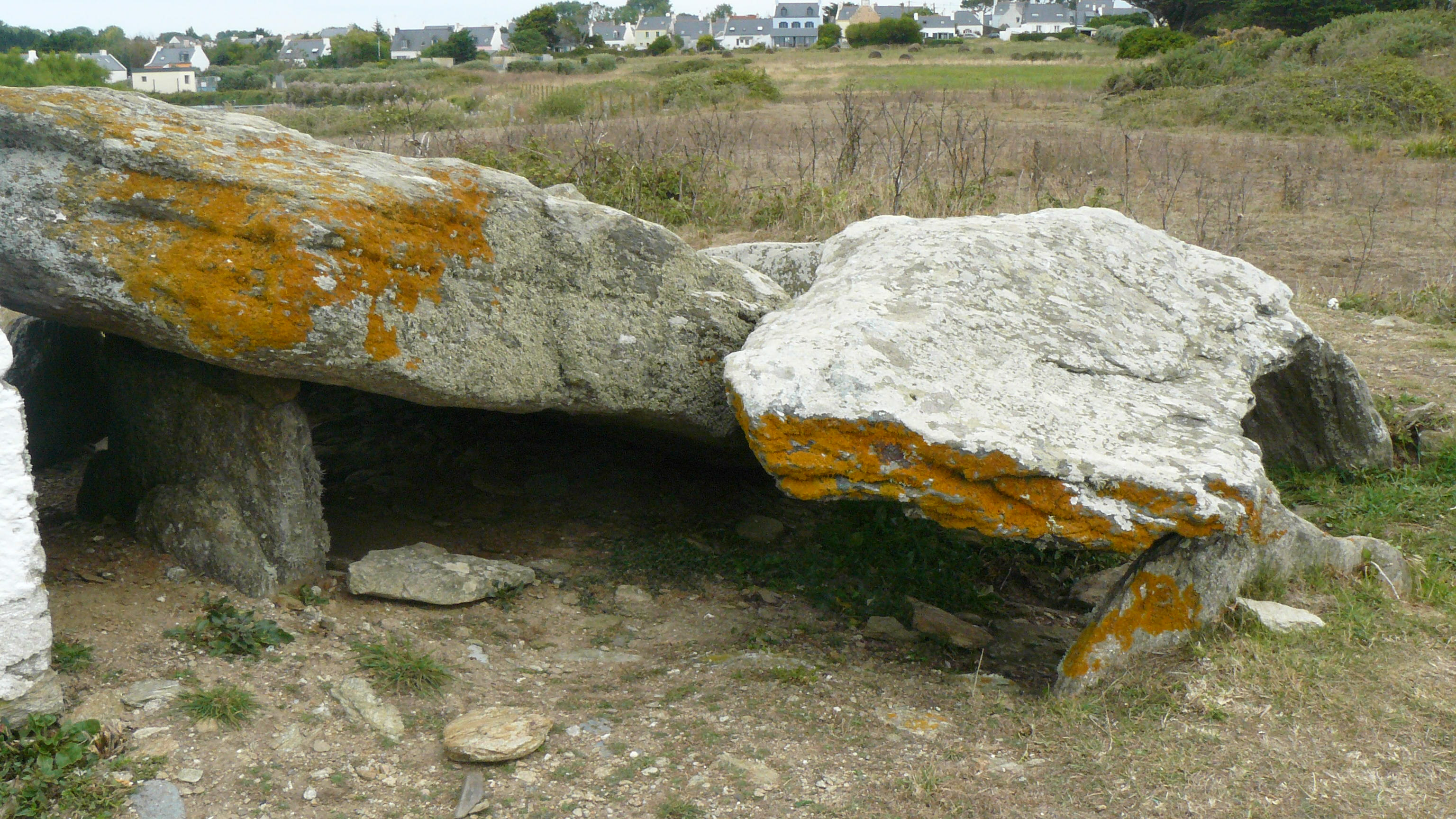
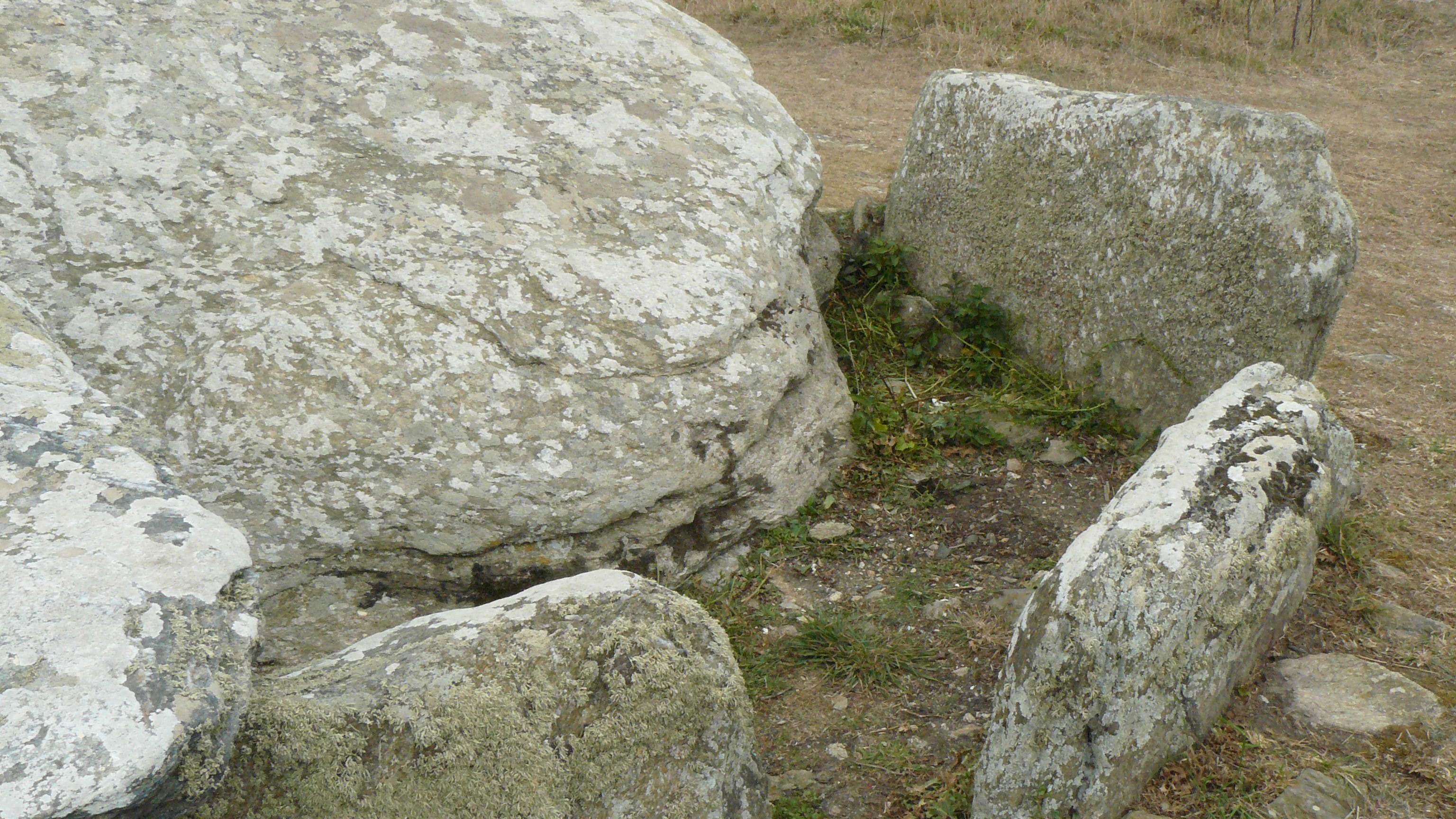
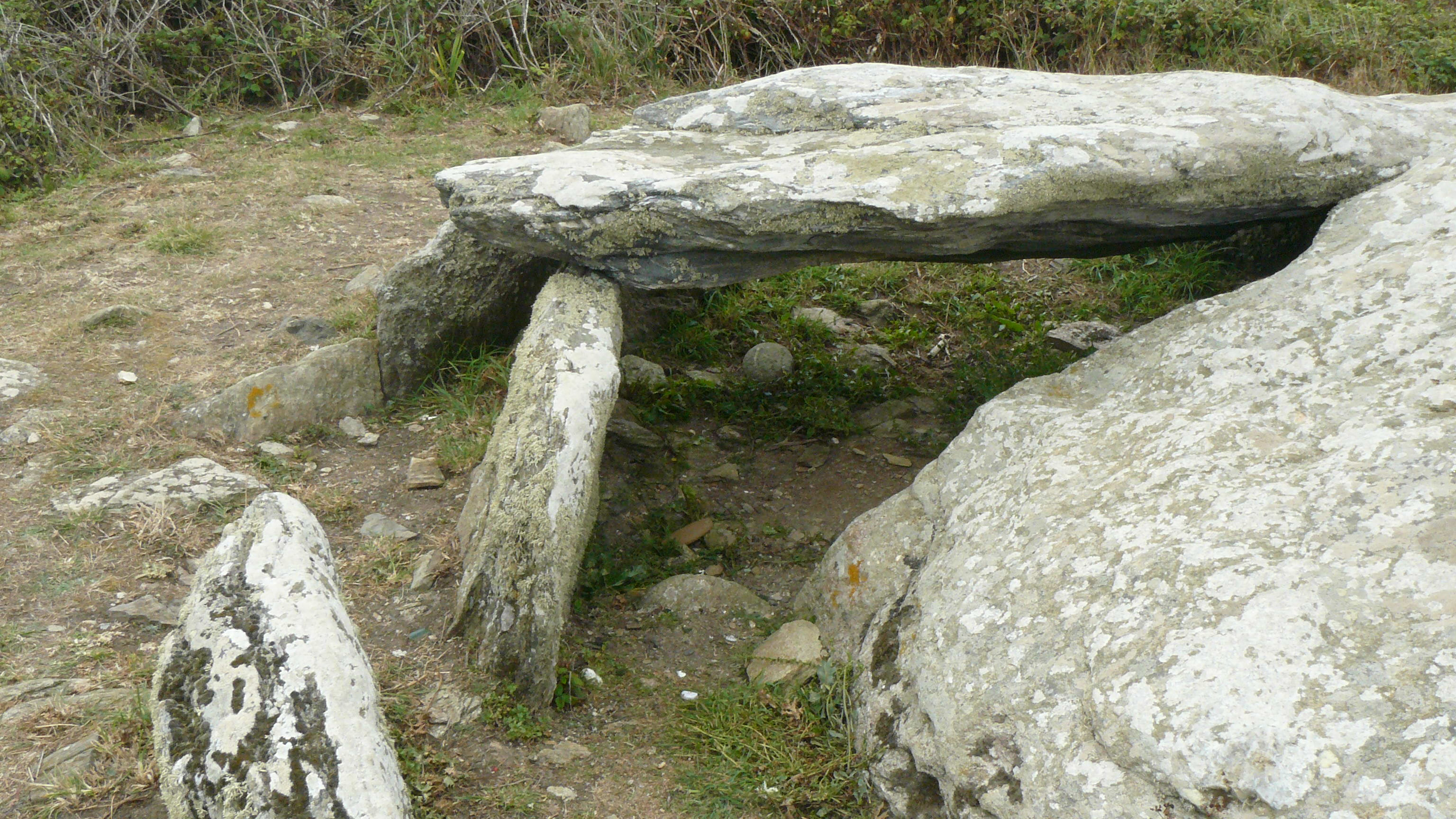